# Litoria burrowsae
Litoria burrowsae és una espècie de granota que es troba a l'oest de l'illa de Tasmània (Austràlia).